# 天外桃源
《天外桃源》是《少年衛斯理》的續集，由香港科幻小說作家倪匡的兒子倪震所寫，在1993年在皇冠文化出版有限公司出版。故事頭半部分延續《少年衛斯理》，主要描述衛斯理少年時與同學祝香香的冒險和關係，故事後半部分主要描述王天兵的日記，以王天兵為第一人稱。

## 故事內容

### 血人
衛斯理自告奮勇和祝香香一起回「三姓桃源」。衛斯理和祝香香前往「三泰客棧」期間，先後碰上許多衣衫襤褸的小乞丐，乞兒的首腦和一個長髮怪人。糾纏一會兒後，衛斯理二人到三泰客棧。衛斯理在房間床板下發現一個血人，是他們的同學─鐵蛋。鐵蛋身上跌出一串鑰匙，引起騷動。長髮怪人突然出現，並以收徒弟為名保護衛斯理等人。

### 失身
自從三泰客棧一役後，衛斯理和祝香香的感情變得更加深厚，沿路上二人都手牽手在一起，親吻，甚至有著肌膚上的接觸。二人打情罵俏期間，天上的聲音突然響起，指接收到交配時所產生很強的腦電波能量。聲音又指已經把整個村落的人都徙移的同時，解釋鬼竹的構造。臨走時，留下王天兵託付交給衛斯理的一本書。

### 日記
留下的書其實是一本大型的日記簿，是王天兵最珍貴的一件物件。日記詳細記載了王天兵十歲到離開這世界的前一天的每一件事，而衛斯理只把王天兵、宣瑛和祝志強三人之間的種種恩怨情仇記述下來。日記記述大師父命令王天兵和他的愛人阿瑛捉拿從谷中偷走的人，並要王天兵發重誓捉拿或格殺祝氏三兄弟和他們的後人。

### 黑風山
王天兵和宣瑛離開三姓桃源，前往祝家莊時，途經黑風山。二人打算上山教訓強盜時，卻碰上祝家的後人－祝志強。宣瑛一見鍾情於祝志強，離開了王天兵，王天兵從此性格大變。

### 茅山
大師父和王浩然找到王天兵。大師父施展了茅山的移心術，得知王天兵的一舉一動，並且控制王天兵行動，但王天兵多番行刺失敗。一年多後。王浩然突襲祝志強。事成後，大師父卻一手殺死王浩然，並打算殺死王天兵。王天兵危急之際想起茅山移心術，令大師父被祝志強和王天兵殺死，而祝志強最後也傷重不治。

## 主要人物
- 衛斯理 - 在描述日記前第一人稱主角，愛上同學祝香香。衛斯理也是王天兵和「揚州瘋丐」金二的徒弟。
- 祝香香  - 有一個指腹為婚的丈夫，但與衛斯理有感情。故事線以外星人要兩人為引子。
- 金二 - 長髮怪人。外號「揚州瘋丐」，衛斯理的第二個師傅。
- 王天兵  - 在描述日記時第一人稱主角，衛斯理的第一個武術師傅，喜歡宣瑛。
- 宣瑛    - 本來喜歡王天兵，但後來對祝志強一見鍾情，有了祝志強的孩子。
- 王浩然  - 王天兵的嫡親叔叔，被大師父殺死。
- 大師父  - 懂得茅山移心術，後來被祝志強和王天兵殺死。

## 其他
- 在第二章失身，衛斯理和祝香香纏綿過後的對話，與《鬼混》第十二章中，藍絲和溫寶裕的對話有異曲同工之妙。